# FC Astana
FC Astana (kazahă: Астана Футбол Клубы) este o echipă de fotbal din Astana, Kazakhstan. Clubul s-a format în 2009 prin fuziunea echipelor FC Alma-Ata și Megasport.

## Jucători notabili
- Baffour Gyan
- Murat Suyumagambetov
- Eduard Valutsa
- Evgeniy Naboychenko